# Cnemidocarpa tripartita
Cnemidocarpa tripartita är en sjöpungsart som beskrevs av Kott 1985. Cnemidocarpa tripartita ingår i släktet Cnemidocarpa och familjen Styelidae. Inga underarter finns listade i Catalogue of Life.